# Historia constitucional de México

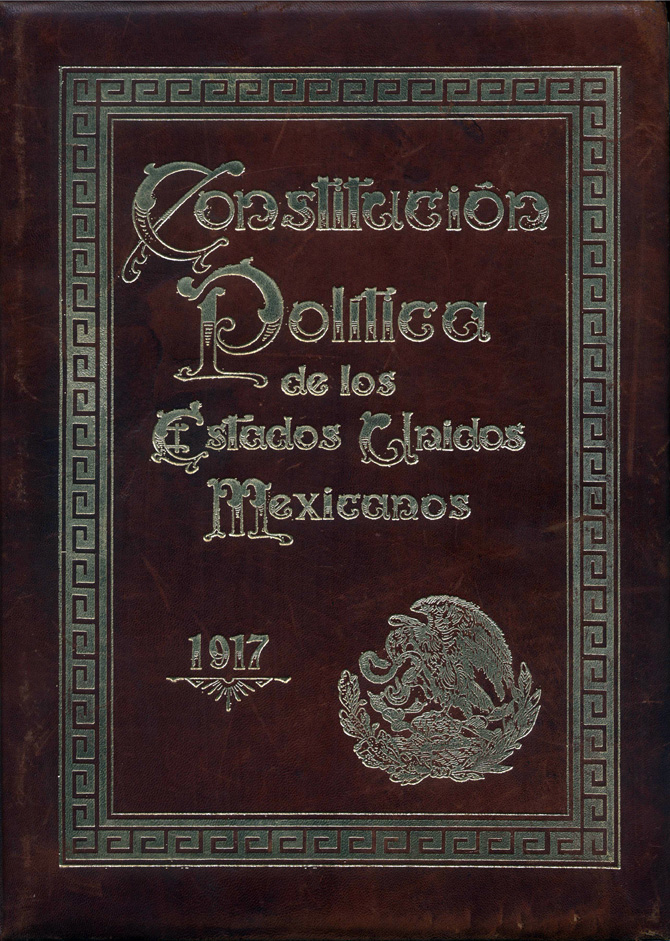
Portada original de la constitución actual de México.

La historia constitucional de México es el proceso de formación y evolución de las distintas constituciones escritas que ha tenido México desde su formación como Estado independiente, así como de los quiebres del orden constitucional mediante golpes de Estado y revueltas populares en el siglo XIX. Esto incluye, la correlación de las transformaciones políticas, económicas y sociales que derivaron en Congresos constituyentes, así como los marcos normativos que modificaron la estructura del Estado y la organización social, tales como los planes y documentos de acción de los movimientos populares o políticos de la historia mexicana. 
Las características históricas, de las también llamadas «cartas magnas», en México, incluyen ejes principales como la supremacía de estas como norma jurídica (y por ende base de todo el marco legal); las estructuras y relaciones entre los poderes del Estado: poder legislativo, ejecutivo y judicial; la organización, facultades, obligaciones y prerrogativas entre los tres niveles diferenciados del gobierno (nacional, estatal y municipal); las bases para el gobierno y para la organización de las instituciones en que el poder se asienta, además de los límites a todo ello; los mecanismos para modificarlas y adaptarlas a los cambio sociales; y finalmente establecían el pacto social supremo de la sociedad mexicana, los derechos y los deberes del pueblo.
Los tres sistemas de gobierno históricos, monarquía constitucional, república federal y república centralista, generaron un total de nueve documentos fundamentales, de los cuales tres recibieron la denominación de «Constitución»; a los que se añaden seis documentos fundacionales y orgánicos del movimiento independentista. Cada una de ellas ha tenido su razón política de ser y un impacto social determinado. La que rige en la actualidad, fue promulgada el 5 de febrero de 1917.

## Antecedentes

### Época prehispánica
Como ocurre con la mayoría de los conceptos sociológicos surgidos en Europa, no existieron como tal, en las civilizaciones mesoamericanas, un solo documento que fungiera como cúmulo de sus leyes o base de su normatividad. Las sociedad prehispánicas basaban su marco legal en el Derecho consuetudinario, es decir, un sistema de usos y costumbres, que no obstante se hallaba rigidamente vigilado por autoridades que fungían como entes deliberativos, tanto para la divulgación de las leyes, como para su aplicación. Estos entes variaban en su organización, dependiendo del momento histórico y características de la organización social; en ocasiones solía ser el monarca, el líder del culto, e incluso cuerpos colegiados integrados por miembros con experiencia militar, administrativa o de conocimiento general, y en muchas ocasiones, los habitantes de más avanzada edad en las localidades.
La principal característica de los sistemas normativos prehispánicos era la inhibición, persecución y sanción del delito; se concebía como transgresión a la naturaleza misma del ser, el infringir las más elementales reglas de convivencia, especialmente en sociedades tan arraigadas en la distribución de funciones, roles, labores y responsabilidades; por ello, la pena de muerte, que alcanzaba a delitos hoy considerados menores, restringió la disrupción del orden social, solo roto por factores externos a la civilización. En este aspecto destacaron las culturas mexica y maya.
En cuanto a la organización política y social, las civilizaciones asentadas en la actual Oaxaca, zapotecas y mixtecas, generaron una sociedad estamental y secular, por lo que se fortaleció la autoridad central, la planeación económica y la participación ciudadana para fines colectivos.
Serían los cronistas españoles, quienes a través de códices, acumularon la colección normativa de los pueblos conquistados, generando una especie de «constitución» o derecho indiano, que fue el empleado (con su europeización) en las denominadas «Repúblicas de indios».

### Época colonial
La Monarquía Hispánica carecía de Constitución, sin embargo sustentaba su orden legal en el Ordenamiento de Alcalá de 1348 y las Leyes de Toro de 1505; ambas, recopilaciones de leyes que conjuntaban diversas esferas del derecho, y que marcaban la pauta para la organización política, económica y social de la península. De la última, surgió una adaptación aplicable a los habitantes, territorios e instituciones que fueron fundadas por los conquistadores en América, las Leyes de Burgos de 1512, enfocadas más en el derecho civil. 
No obstante, para poder conciliar con los pueblos aliados que colaboraron en la conquista e instrumentalizar el proceso de aculturamiento, las autoridades de la Nueva España (como ocurrió en el resto de las colonias españolas) comenzaron a adaptar el derecho consuetudinario de las culturas mesoamericanas, incorporando algunos aspectos nativos a las normas que emanaban desde la península a través de reales cédulas y reales órdenes, así como las surgidas de las pragmáticas sanciones y ordenanzas que el Virrey, la Real Audiencia y los ayuntamientos emitían en nombre de la corona. 
Esto derivó en la creación, primero de un conjunto colonial de normas, conocido como Leyes Nuevas en 1542, y luego a la emisión de la legislación denominada «Leyes de Indias» a partir de 1681, que en la práctica cumplia funciones de Constitución, pues dictaba la organización política, económica y social de los territorios de ultramar del Imperio Español, en este caso de la Nueva España, siendo la instancia más alta en la colonia de las bases para expedir normas y reglamentos. Sin embargo, aún estaban por encima de ellas las decisiones que el Consejo de Indias y el propio monarca tomaran.

### Constitución de Cádiz
La primera Constitución de México es la de 1824, aunque ya con anterioridad, en plena lucha por la independencia, se redactó la Constitución de Apatzingán en 1814. Ahora bien, las raíces ideológicas de ambas constituciones se encuentran tanto en la Constitución de Cádiz de 1812, como en los Sentimientos de la Nación de José María Morelos y Pavón. Finalmente en 1821, cuando Agustín de Iturbide proclamó la Independencia de México, lo hizo bajo el Plan de Iguala, del 24 de febrero de 1821 y estableció que la forma de gobierno sería una monarquía moderada. En 1823 la monarquía fue disuelta.
La constitución española de 1812, denominada popularmente La Pepa, fue promulgada por las Cortes Generales de España el 19 de marzo de 1812 en Cádiz. Esta constitución promulgada además de ser una de las más liberales de su tiempo sirvió de modelo a las primeras leyes fundamentales del México que se transformaba en nación independiente. Algunos estados de la entonces incipiente república mexicana usaron esta constitución gaditana durante el tiempo que tardaron en preparar sus propias cartas fundamentales (véanse, por ejemplo, las Constituciones de Yucatán).

### Elementos constitucionales
Los Elementos Constitucionales fueron un conjunto de lineamientos a manera de proyecto de constitución para México (entonces todavía Nueva España), redactado en abril de 1812, durante la guerra de Independencia de México por el general Ignacio López Rayón, y puestos a circular a partir del 4 de septiembre de 1812, en Zinacantepec, Estado de México, con el objeto de constituir una nación independiente de España. Se les señala como antecedente directo y fuente de creación de los Sentimientos de la Nación de José María Morelos y Pavón y, por tanto, de la posterior Constitución de 1824. Por ello, es el antecedente más antiguo del constitucionalismo mexicano.

### Los Sentimientos de la Nación
Los "Sentimientos de la Nación" fue un documento, expuesto por José María Morelos y Pavón el día 14 de septiembre de 1813 en el denominado Congreso de Chilpancingo o Congreso del Anáhuac. Es considerado uno de los textos fundadores del Constitucionalismo mexicano. El conjunto de ideas expresadas en tal documento se fundamenta en las ideas de los fundadores de Estados Unidos, así como en las ideas que llevaron a la Revolución francesa.

## Textos constitucionales

### Constitución de Apatzingán
La Constitución de 1814, también llamada de Apatzingán fue promulgada el 22 de octubre de 1814, por el Supremo Congreso Nacional Americano o Congreso de Anáhuac reunido en la ciudad de Apatzingán a causa de la persecución de las tropas de Félix María Calleja, siendo esta la primera Constitución de México, titulada oficialmente Decreto Constitucional para la Libertad de la América Mexicana. Se basaba en los mismos principios que la Constitución de Cádiz pero de una manera un tanto modificada, pues a diferencia de la constitución española, la de Apatzingán preveía la instauración del régimen republicano de gobierno.

### Proclamación de 1821
Aunque no tienen las características propiamente de una constitución, los Tratados de Córdoba son un documento fundamental en los que se reconoce la independencia de la Nueva España, ahora México, firmado en la ciudad de Córdoba, Veracruz, el 24 de agosto de 1821, por Juan de O'Donojú (primer y último jefe político superior de Nueva España) y Agustín de Iturbide, comandante del Ejército Trigarante. El texto está compuesto por diecisiete artículos que de hecho representan una extensión al Plan de Iguala que, en sí mismo, es el otro documento fundacional que se proclama en 1821 y que vigoriza la independencia de México.

### Reglamento Provisional Político del Imperio Mexicano
Al carecer de constitución durante sus primeros años de vida independiente, México fue regido por las normas, leyes y reglamentos aprobados por el congreso constituyente, que como lo indica su nombre había de abocarse a la redacción de la carta magna. Por lo cual, después de la proclamación y coronación de Agustín I se promulgó un estatuto provisional que diera certeza legal a las disposiciones del emperador, que en el papel sería el máximo responsable del ejercicio de gobierno, para permitir a los otros poderes dedicarse a la mencionada ley suprema. La mayor parte de las responsabilidades, poderes, facultades y prerrogativas del monarca coinciden en gran medida con las de cualquier jefe de Estado y de Gobierno de un régimen republicano. No obstante, considerando la naturaleza del cargo, sí reconocía en él a una figura de designación divina con inviolabilidad e inmunidad. Los artículos 31 y 32 del estatuto provisional regulaban sus actuaciones. El reglamento también establecía los mecanismos para la organización territorial, la impartición de justicia, la educación, la hacienda pública y la organización del congreso constituyente.

### Constitución de 1824
En 1824 se estableció una forma de gobierno republicana, representativa y popular, dividiendo el poder en legislativo, ejecutivo y judicial y además señalando que la religión católica era la oficial y única. El poder ejecutivo se ponía en manos de una sola persona y existía la vicepresidencia. Dividió al país en 19 estados y 5 territorios.

### Leyes Constitucionales de 1836
Las Siete Leyes constitucionales, de 1835-1836. La inestabilidad política de las primeras décadas del México independiente provocaron un enfrentamiento entre dos grupos: federalistas y centralistas. Hacia 1835 los centralistas se impusieron, eliminaron la anterior constitución y crearon una nueva conocida como las Siete Leyes, en la cual el país fue dividido en departamentos —en vez de estados— y se estableció el “Supremo Poder Conservador” que podía anular una ley o un decreto y declarar la incapacidad física o moral del presidente del congreso.
En 1835 los conservadores libremente se dedicaron a hacer propaganda a favor del centralismo, con la complacencia de Santa Anna. En varios estados hubo pronunciamientos a favor de tal sistema, y en la misma Ciudad de México el populacho recorrió las calles aclamando este sistema de gobierno hasta que por fin el 23 de octubre de 1835 el congreso se declaró constituyente y adoptó las bases de una constitución centralista conocida como las Siete Leyes.
Según ella todos los gobernantes estarían sujetos al gobierno central; se suprimieron las legislaturas de los estados para convertirlos en departamentos gobernados por juntas departamentales de 5 individuos que aconsejaban al gobernante; las rentas públicas de los departamentos quedaron a disposición del gobierno central; además se prorrogó el periodo presidencial a 8 años y se creó el cuarto poder; esto es, el poder conservador encargado de vigilar el cumplimiento de la constitución.

### Bases orgánicas de 1841
También llamadas Bases de Tacubaya. En agosto de 1841, Mariano Paredes y Arrillaga se pronunció en Guadalajara, Antonio López de Santa Anna hizo lo propio en Perote y convergieron en La Ciudadela con el general Gabriel Valencia. El 28 de septiembre de 1841 firmaron las Bases de Tacubaya cuyo objetivo era deponer al presidente y a los cuatro poderes de su gobierno. Posteriormente se debería:
- Nombrar un presidente interino.
- Designar una Junta la cual convocaría a elecciones de diputados.
- Los diputados formarían un Congreso Constituyente para redactar una Carta Magna de régimen federalista.[23]

### Bases orgánicas de 1843
En 1842 el congreso formuló un proyecto para una nueva Constitución. El diputado Mariano Otero propuso un gobierno republicano, representativo, popular y federal, así como un sistema de representación de las minorías, lo que ocasionó gran descontento de la fracción conservadora que derivó en diversos enfrentamientos que condujeron a que el congreso fuera disuelto. En junio de 1843 se sancionó una nueva Carta Magna a la que se dio el nombre de Bases orgánicas de organización política de la República Mexicana de 1843.
Esta norma fue de corte centralista. Estuvo en vigor solo tres años y suprimió el supremo poder conservador. Se instauró la pena de muerte y se restringió la libertad de imprenta.

### Acta constitutiva y de reformas de 1847
El acta constitutiva y de reformas de 1847 se dio debido a la inestabilidad política del país y a la guerra contra los Estados Unidos de América (1846-1848). El país volvió a adoptar el sistema federal establecido en la constitución de 1824.
Estas reformas establecieron las garantías individuales, se suprimió el cargo de vicepresidente y se adoptaron las elecciones directas para diputados, senadores, presidente de la república y ministros de la Suprema Corte. Se facultó al congreso para anular las leyes de los estados que implicaran una violación al pacto federal, y se establecieron los derechos de petición y de amparo.

### Constitución de 1857
Estuvo en vigor de 1857 a 1917 y durante los años de la guerra de reforma, la intervención y el imperio (1857-1867) fue la bandera que defendieron los liberales y republicanos encabezados por Juárez. Era de corte liberal, establecía el federalismo, la abolición de la esclavitud, la defensa de las ideas y la libertad de imprenta. En dicha ley ya no se establecía la religión católica como la oficial, lo cual provocó un malestar entre los conservadores, quienes proclamaron las Cinco Leyes derogatorias, estableciendo un gobierno paralelo.

### Estatuto Provisional del Imperio Mexicano
La carencia de una constitución para el emperador Maximiliano no fue un obstáculo para el ejercicio de sus funciones, en principio porque la regencia que lo había llevado al trono, preparó varios reglamentos y normas que facilitaran el actuar del gobierno, entre ellos el Estatuto Provisional de 1865. Sin embargo, y dadas sus tendencias liberales, Maximiliano I también gobernó el país aplicando algunos de los preceptos de la Constitución de 1857 y de las Leyes de Reforma. Igual que en el gobierno imperial anterior la forma de gobierno se inspiró en los regímenes monárquicos parlamentarios, donde a pesar de figurar como Jefe de Estado y de Gobierno, el emperador debía sujetarse al congreso; de la misma forma que su predecesor, su figura fue reconocida como de designio divino, inviolable e inmune. Sin embargo, presentó las innovadoras variantes de considerar a la Emperatriz Carlota Amalia como la depositaria del poder ejecutivo en ausencia del emperador, aunque en calidad de regente, situación que se repitió en las varias ocasiones en que el monarca abandonó la capital; y la de considerar a su figura como la representación de la soberanía nacional. El reglamento también establecía los lineamientos para la organización territorial, la conformación y jurisdicción de los tribunales, los derechos ciudadanos, las garantías individuales, la administración de la obra pública, las obligaciones de los funcionarios públicos y el diseño de la bandera nacional.

### Constitución de 1917
Fue promulgada en la ciudad de Querétaro y se tomó como base la constitución de 1857, pero se añadieron todas las demandas que dieron origen a la revolución mexicana, como la cuestión agraria (art. 27), la cuestión obrera (art. 123); la educación obligatoria y gratuita (art. 3º). Por su amplio contenido social, en su momento fue considerada como una de las constituciones más avanzadas del mundo. Actualmente está en vigor y desde su promulgación el 5 de febrero de 1917 ha sido reformada más de 800 veces.